# Raquetebol nos Jogos Pan-Americanos de 1999
As competições de raquetebol nos Jogos Pan-Americanos de 1999 foram realizadas em Winnipeg, Canadá.

## Masculino

### Individual[2]
| POSIÇÃO | NOME                   |
| ------- | ---------------------- |
|         | Adam Karp (USA)        |
|         | Michael Bronfeld (USA) |
|         | Rod de Jesús (PUR)     |

### Duplas[3]
| POSIÇÃO | NOME                                             |
| ------- | ------------------------------------------------ |
|         | USA Estados Unidos Douglas Ganim Douglas Kachtik |
|         | CAN Canadá Roger Harripersad Kelly Kerr          |
|         | MEX México Alvaro Beltrán Javier Moreno          |

## Feminino

### Individual[4]
| POSIÇÃO | NOME                    |
| ------- | ----------------------- |
|         | Cheryl Gudinas (USA)    |
|         | Christie van Hees (CAN) |
|         | Laura Fenton (USA)      |

### Duplas[5]
| POSIÇÃO | NOME                                            |
| ------- | ----------------------------------------------- |
|         | USA Estados Unidos Joy MacKenzie Jackie Paraiso |
|         | CAN Canadá Lori-Jane Powell Deborah Ward        |
|         | CHI Chile Angela Grisar Loreto Barriga          |

## Quadro de medalhas
| Posição | Nação              |   |   |   | Total |
| ------- | ------------------ | - | - | - | ----- |
| 1       | USA Estados Unidos | 4 | 1 | 1 | 6     |
| 2       | CAN Canadá         | 0 | 3 | 0 | 3     |
| 3       | CHI Chile          | 0 | 0 | 1 | 1     |
| 3       | MEX México         | 0 | 0 | 1 | 1     |
| 3       | PUR Porto Rico     | 0 | 0 | 1 | 1     |
| Total   | Total              | 4 | 4 | 4 | 12    |

1. ↑  «BEST sports - Pan American Games - Winnipeg 1999 - Results»
2. ↑  «BEST sports - Pan American Games - Winnipeg 1999 - Racquetball - Singles men»
3. ↑  «BEST sports - Pan American Games - Winnipeg 1999 - Racquetball - Doubles men»
4. ↑  «BEST sports - Pan American Games - Winnipeg 1999 - Racquetball - Singles women»
5. ↑  «BEST sports - Pan American Games - Winnipeg 1999 - Racquetball - Doubles women»